# Tamara Lazakovitsj
Tamara Vasiljevna Lazakovitsj (Russisch: Тамара Васильевна Лазакович, Wit-Russisch: Тамара Васілеўна Лазаковіч) (Goesevo (Oblast Kaliningrad), 14 maart 1954 - Vitebsk, 1 november 1992) was een turnster uit de Sovjet-Unie.
Lazakovitsj werd in 1970 wereldkampioen in de landenwedstrijd.
Lazakovitsj won tijdens de Olympische Zomerspelen 1972 de gouden medaille in de landenwedstrijd, de zilveren medaille op balk en de bronzen medaille op vloer en de individuele meerkamp.

## Resultaten

### Olympische Zomerspelen
| Jaar | Plaats  | Resultaten                                    |
| ---- | ------- | --------------------------------------------- |
| 1972 | München | landenwedstrijd balk meerkamp vloer 6e sprong |

### Wereldkampioenschappen
| Jaar | Plaats    | Resultaten                                 |
| ---- | --------- | ------------------------------------------ |
| 1970 | Ljubljana | landenwedstrijd · 21e individuele meerkamp |